# Argythamnia argyaea
Argythamnia argyaea är en törelväxtart som beskrevs av Cory. Argythamnia argyaea ingår i släktet Argythamnia och familjen törelväxter.
Artens utbredningsområde är Texas. Inga underarter finns listade i Catalogue of Life.